# 中国驻缅甸大使馆
中华人民共和国驻缅甸联邦共和国大使馆，简称中国驻缅甸大使馆，是中华人民共和国驻缅甸联邦共和国的外交代表机构，位于仰光市德贡镇区联邦林荫路1号（NO.1, Pyidaungsu Yeiktha Road, Dagon Townshi, Yangon）。

## 机构设置
根据有关规定，中国驻缅甸大使馆设置下列机构：

### 内设机构
- 政治处
- 新公处
- 经商处
- 武官处
- 文化处
- 领事部
- 办公室

### 总领事馆
- 中国驻曼德勒总领事馆